# Elimia clavaeformis
Elimia clavaeformis är en snäckart som först beskrevs av I. Lea 1841.  Elimia clavaeformis ingår i släktet Elimia och familjen Pleuroceridae. IUCN kategoriserar arten globalt som livskraftig.

## Underarter
Arten delas in i följande underarter:
- E. c. clavaeformis
- E. c. acutocarinata